# György Nemes (football)
Dans le nom hongrois Nemes György, le nom de famille précède le prénom, mais cet article utilise l’ordre habituel en français György Nemes, où le prénom précède le nom.
Ne doit pas être confondu avec György Nemes (graphiste).
György Nemes Neufeld, également connu sous le nom de Gyuri Nemes Neufeld (né le 17 juin 1920 à Budapest en Hongrie, et mort en 1988) est un joueur de football hongrois qui évoluait au poste de milieu de terrain et d'attaquant.

## Palmarès
Girondins de Bordeaux
- Championnat de France D2 :
  - Vice-champion : 1948-49.